# فرودگاه انشون وانگوشو
فرودگاه انشون وانگوشو (به انگلیسی: Anshun Huangguoshu Airport) یک فرودگاه نظامی و همگانی با کد یاتا AVA است. این فرودگاه در کشور چین قرار دارد.

## شرکت‌های هواپیمایی و مقصدهای پروازی
| شرکت‌های هواپیمایی       | مقصدهای پروازی                     |
| ----------------------- | ---------------------------------- |
| هواپیمایی شرقی چین      | کونمینگ چانگشوی، شانگهای هونگچیائو |
| China Express Airlines  | چنگچینگ ییانگبی، سانیا فونیکس      |
| هواپیمایی جنوبی چین     | بایون گوآنگجو                      |
| چاینا یونایتد ایرلاینز  | پکن نانیوان                        |
| Zhejiang Loong Airlines | هانگجو ژیاشان، لیجیانگ سانی        |